# Košetice
Košetice är en ort i Tjeckien.   Den ligger i regionen Vysočina, i den centrala delen av landet, 80 km sydost om huvudstaden Prag. Košetice ligger 503 meter över havet och antalet invånare är 699.
Terrängen runt Košetice är lite kuperad, och sluttar österut. Runt Košetice är det ganska glesbefolkat, med 29 invånare per kvadratkilometer. Närmaste större samhälle är Pelhřimov, 16,1 km sydost om Košetice. Trakten runt Košetice består till största delen av jordbruksmark.